# Palazzetto Nani Mocenigo
Palazzetto Nani Mocenigo è un edificio civile veneziano sito nel sestiere di Dorsoduro e affacciato sul Canal Grande tra Casa Santomaso e Palazzo Genovese, poco distante dalla Basilica di Santa Maria della Salute.

## Architettura
La facciata, dall'aspetto semplice e spoglio, risale al XVI secolo. È caratterizzata in prevalenza da forme rinascimentali e, contraddistinta da una moltitudine di monofore, concentra la sua forza espressiva nella trifora del piano nobile, soprastante un semplice portale ad acqua. Sul retro si sviluppa una corte con pozzo.